# Мйодниця
Мйодниця (пол. Miodnica, нім. Mednitz) — село в Польщі, у гміні Жагань Жаґанського повіту Любуського воєводства.
Населення — 572 особи (2011).
У 1975-1998 роках село належало до Зеленогурського воєводства.

## Демографія
Демографічна структура станом на 31 березня 2011 року:
|          | Загалом | Допрацездатний вік | Працездатний вік | Постпрацездатний вік |
| -------- | ------- | ------------------ | ---------------- | -------------------- |
| Чоловіки | 286     | 60                 | 197              | 29                   |
| Жінки    | 286     | 50                 | 169              | 67                   |
| Разом    | 572     | 110                | 366              | 96                   |